# Loch Venachar
Loch Venachar (schottisch-gälisch: Loch Bheannchair) ist ein zwischen Callander und Brig o’ Turk liegender Süßwassersee in Stirling. Das Loch liegt etwa 82 m über dem Meeresspiegel und ist sechs Kilometer lang, mit einer Maximaltiefe von etwa 33 Metern.
Loch Venachar wird am westlichen Ende vom aus dem Loch Achray kommenden Black Water gespeist; den Abfluss am östlichen Ende bildet der Eas Gobhain, der bei Callander in den Leny mündet.
Am südlichen Ufer des Loch befindet sich ein ausgedehnter Wald mit zahlreichen Wanderwegen, die unter anderem zum Lake of Menteith führen; ebenfalls am südlichen Ufer liegt das Invertrossachs House, 1869 von Königin Victoria als Sommersitz genutzt. Westwärts gelangt man zum Loch Achray und den Trossachs; im Norden des Loch Venachar liegt der erste Berg des Schottischen Hochlandes, Ben Ledi.

## Tourismus
Loch Venachar ist ein beliebtes Ziel sowohl für Segler wie auch für Angler; die häufigsten Fischarten sind Forelle und Hecht.